# PLK4
PLK4（polo like kinase 4）は、ヒトではPLK4遺伝子によってコードされる酵素（プロテインキナーゼ）である。線虫Caenorhabditis elegansのホモログはZYG-1と呼ばれる。

## 機能
PLK4はPoloファミリーのセリン/スレオニンキナーゼであり、中心小体に局在している。中心小体は、中心体に存在する微小管を基盤とした構造体である。このタンパク質は、細胞周期中での中心小体の複製を調節している。PLK4の過剰発現は中心体の増幅をもたらし、PLK4のノックダウンは中心体の喪失をもたらす。

## 構造
PLK4には、N末端のキナーゼドメイン（12–284番残基）とC末端の局在ドメイン（596–898番残基）が含まれている。他のPolo様キナーゼにはC末端に2つのPolo boxドメイン（PBD）が含まれているが、PLK4にはさらに3つ目のPBDが存在し、これらっはオリゴマー化や標的化を促進するとともに、トランス自己リン酸化を促進することで中心体の複製が各細胞周期に一度だけ起こるよう制限している。

## がんの薬剤標的として
PLK4の酵素活性の阻害剤は、がんの治療薬としての可能性を有している。PLK4阻害剤R1530は、有糸分裂チェックポイントキナーゼBubR1をダウンレギュレーションして多倍体化をもたらし、がん細胞を不安定にすることで化学療法に対する感受性を高める。正常な細胞はR1530の多倍体化誘導作用に対しては抵抗性を持つ。
他のPLK4阻害剤CFI-400945は、乳がんや卵巣がんの動物モデルにおいて効果が示されている。
また他のPLK4阻害剤セントリノン（centrinone）は、ヒトやその他の脊椎動物の細胞種において中心小体の枯渇をもたらし、細胞周期がG1期でp53依存的に停止することが報告されている。ケミカルジェネティクスアプローチによるPLK4の制御によって、このp53依存的な細胞周期の停止は検証されている。
PLK4は悪性ラブドイド腫瘍、髄芽腫、そしておそらく脳のその他の胎児性腫瘍における治療標的としても同定されている。

## 相互作用と基質
PLK4の基質としては、STIL、GCP6、HAND1、ECT2、FBXW5、そしてPLK4自身（自己リン酸化）が記載されている、PLK4の自己リン酸化は、ユビキチン化とその後のプロテアソームによる分解を引き起こす。
PLK4はストラティフィンと相互作用することが示されている。

## 関連文献
- “Plk4-induced centriole biogenesis in human cells”. Developmental Cell 13 (2):  190–202. (August 2007). doi:10.1016/j.devcel.2007.07.002. PMID 17681131.
- “SAK/PLK4 is required for centriole duplication and flagella development”. Current Biology 15 (24):  2199–207. (December 2005). Bibcode: 2005CBio...15.2199B. doi:10.1016/j.cub.2005.11.042. PMID 16326102.
- “The Polo kinase Plk4 functions in centriole duplication”. Nature Cell Biology 7 (11):  1140–6. (November 2005). doi:10.1038/ncb1320. PMID 16244668.
- “Towards a proteome-scale map of the human protein-protein interaction network”. Nature 437 (7062):  1173–8. (October 2005). Bibcode: 2005Natur.437.1173R. doi:10.1038/nature04209. PMID 16189514.
- “SAK, a new polo-like kinase, is transcriptionally repressed by p53 and induces apoptosis upon RNAi silencing”. Neoplasia 7 (4):  312–23. (April 2005). doi:10.1593/neo.04325. PMC 1501148. PMID 15967108.
- “High-throughput mapping of a dynamic signaling network in mammalian cells”. Science 307 (5715):  1621–5. (March 2005). Bibcode: 2005Sci...307.1621B. doi:10.1126/science.1105776. PMID 15761153.
- “Sequence comparison of human and mouse genes reveals a homologous block structure in the promoter regions”. Genome Research 14 (9):  1711–8. (September 2004). doi:10.1101/gr.2435604. PMC 515316. PMID 15342556.
- “Comparative expression of the mitotic regulators SAK and PLK in colorectal cancer”. Annals of Surgical Oncology 8 (9):  729–40. (October 2001). doi:10.1007/s10434-001-0729-6. PMID 11597015.
- “Sak serine-threonine kinase acts as an effector of Tec tyrosine kinase”. The Journal of Biological Chemistry 276 (42):  39012–20. (October 2001). doi:10.1074/jbc.M106249200. PMID 11489907.
- “Sak kinase gene structure and transcriptional regulation”. Gene 241 (1):  65–73. (January 2000). doi:10.1016/S0378-1119(99)00467-9. PMID 10607900.
- “Identification of 21 novel human protein kinases, including 3 members of a family related to the cell cycle regulator nimA of Aspergillus nidulans”. Cell Growth & Differentiation 4 (10):  821–30. (October 1993). PMID 8274451.